# Stephen Chmilar
Stephen Victor Chmilar (ukr. Стефан Віктор Хміляр; ur. 24 maja 1945 w Lamont, zm. 21 grudnia 2024 w Hamilton) – kanadyjski duchowny greckokatolicki, ordynariusz eparchii Toronto w latach 2003–2019.

## Życiorys
Wstąpił do zakonu bazylianów i w tymże zgromadzeniu złożył śluby zakonne 17 listopada 1968, zaś 11 czerwca 1972 przyjął święcenia kapłańskie. Przez 19 lat pracował duszpastersko w zakonnych parafiach na terenie Kanady i Stanów Zjednoczonych, zaś w latach 1975-1982 był także sędzią w trybunałach kościelnych w Edmonton i Ottawie. W 1991 wystąpił z zakonu i został kapłanem eparchii w Toronto. Po inkardynacji był proboszczem w Hamilton oraz w Mississauga.
3 maja 2003 został mianowany eparchą Toronto, zaś 23 lipca 2003 przyjął chirotonię biskupią w Mississauga.
9 listopada 2019 przeszedł na emeryturę.